# 이효성
이효성(李孝成, 1951년 5월 1일 ~ )은 대한민국의 언론인, 교수, 문재인 정부의 제6대 방송통신위원회 위원장을 지냈다.

## 생애
MBC와 경향신문, 한국일보에서 기자로 일했다. 1990년부터 성균관대학교 신문방송학과 교수로 재직했다.
2017년 문재인 정부에서 방송통신위원회 위원장 후보로 내정되었다. 위장 전입과 거짓해명, 부동산 투기, 취득세 탈루, 증여세 탈루, 논문 표절, 병역 비리, 자녀 미국 국적 문제 등이 거론되며 부적격 인사라는 야당의 반대로 인사청문보고서가 채택되지 못했다. 그러나 문재인 대통령은 2017년 7월 31일 휴가 중 전자 결재로 이효성을 방송통신위원회 위원장에 임명하였다.
방송통신위원회는 2019년 2월 11일 인터넷 사이트를 효율적으로 차단하는 SNI(Server Name Indication) 차단방식을 추진하였으나, SNI 차단방식이 인터넷 검열이라는 지적이 나오자 이효성은 "차단 방식과 범위를 조정하도록 하겠다"며 사과하였다.

## 학력
- 남성고등학교
- 서울대학교 지질학 학사
- 서울대학교 신문대학원 언론학 석사
- 서울대학교 대학원 언론학 박사과정 수료
- 노스웨스턴 대학교 대학원 언론학 박사

## 경력
- ~ 1981년 : 한국일보 시카고지사 기자
- 1987년 3월 ~ 1990년 2월 : 서울대학교, 서강대학교, 한국외국어대학교, 성균관대학교, 이화여자대학교 강사
- 1990년 3월 ~ 1994년 3월 : 성균관대학교 신문방송학과 조교수
- 1991년 3월 ~ 1993년 12월 : 한국사회언론연구회 회장
- 1994년 4월 ~ 1999년 2월 : 성균관대학교 신문방송학과 부교수
- 1998년 3월 ~ 2000년 4월 : 한국언론정보학회 초대 회장
- 1998년 3월 ~ 2003년 5월 : 민주언론운동시민연합 정책실장 및 이사
- 1998년 8월 ~ 2000년 7월 : 언론개혁시민연대 공동대표
- 1998년 10월 ~ 2000년 3월 : 제3기 종합유선방송위원회 위원
- 1999년 3월 ~ 2003년 5월 : 성균관대학교 신문방송학과 교수
- 1999년 12월 ~ 2000년 5월 : 선거방송심의위원회 위원
- 2001년 9월 ~ 2003년 5월 : 성균관대학교 사회과학연구소 소장
- 2002년 3월 ~ 2003년 5월 : 방송위원회 보도교양 제2심의위원회 위원장
- 2002년 7월 ~ 2003년 5월 : 문화방송 미디어비평 평가위원
- 2002년 11월 ~ 2003년 5월 : 한국방송학회 제15대 회장
- 2003년 5월 : 방송위원회 방송발전기금관리위원회 위원장
- 2003년 5월 ~ 2006년 7월 : 제2기 방송위원회 부위원장
- 2006년 12월 : 성균관대학교 신문방송학과 교수
- 2007년 8월 ~ 2008년 12월 : 시민방송 RTV 이사장
- 2009년 2월 : 성균관대학교 언론정보대학원 원장
- 2017년 7월 ~ 2019년 7월 : 제4기 방송통신위원회 위원장
- 2020년 5월 : 아시아투데이 자문위원장
- 2020년 5월 : 아시아투데이 주필
- 서울대학교 총동창회 부회장
- 국회의원 정필모 후원회장

## 논란

### 병역법 위반
이효성이 박사 재학 중인 1975년 8월 입대해 사가사정의 이유로 6개월 만인 이듬해 2월 이병으로 전역했다. 입대 당시엔 전북 익산에 위치한 106연대 3대대 본부중대에 자대배치를 받았지만 같은 해 10월 서울 영등포로 주소를 전입해 506지단 화곡1-동원3중대로 전속받았다. 이효성은 입대 당시 박사 과정 이수 중이었음에도 휴학을 신청하지 않았고 복무기간 중 서울로 주소전입을 해 서울에 있는 부대로 배치를 받아 학업을 계속했다. 당시 서울대학교는 이효성을 휴학 처리하지 않았는데 이는 명백한 병역법 위반 사유라는 의혹이 제기되었다.

### 논문 표절
1974년·1977년·1988년에 발표한 논문 등을 조사한 결과 인용표기도 하지 않고 타인의 의견을 자신의 의견인 것처럼 작성하는 등 4건의 논문표절 의혹도 제기되었다. 이효성이 논문을 쓰면서 영어 원서를 일본어로 번역한 책을 참조하고도 마치 영어 원서를 인용한 것처럼 각주를 달아 재인용 표절을 했다. 이효성이 1974년 발표한 석사학위 논문 ‘유언에 관한 일고찰’은 영어 원서를 오역한 일본어 책을 참조했음에도 영어 원서를 인용한 것처럼 각주를 달아 재인용 표절을 했다. 1988년 12월 서울대 학술지 언론정보연구에 기고한 ‘유언비어와 정치’라는 논문 각주 19번을 보면 ‘The Psychology of Rumor’라는 책의 223페이지를 참조했다고 표기했는데, 실제로는 일역서인 ‘데마의 심리학’ 223페이지에서 해당 내용을 찾을 수 있다. 강효상 의원은 이효성의 1988년 논문은 원문에서 잘못 인용한 페이지의 내용과 각주까지 그대로 베꼈다고 지적했다.

### 세금 탈루
이효성이 2000년 서울 강남구 개포동 아파트 매입과정에서 시세보다 거래가격을 절반가량 낮춘 다운계약서를 작성해 세금을 탈루한 것으로 밝혀졌다. 2000년 6월 개포동의 주공아파트를 2억9000만원에 매입했으나, 실제로는 1억2000만원만 강남구청에 신고한 것으로 확인됐다. 당시 부동산 취득세·등록세와 지방교육세 등 세율을 감안했을 때 실거래금액인 2억9000만원을 신고했다면 1624만원의 세금을 납부했어야 했다. 그러나 아파트 가격을 1억2000만원으로 신고하면서 최소 1000만원 정도의 세금을 덜 낼 수 있었다.

### 부동산 투기
아파트의 시세가 매입한 가격에 비해 5배가량 올라 부동산 투기 의혹도 제기되었다. 부동산 투기 의혹이 제기되자, 이효성은 주민등록등본상 2008년 9월부터 2011년 1월까지 실제 거주했다는 점을 들어 해당 의혹을 부인했다. 그러나 국회 미래창조과학방송통신위원회 소속 자유한국당 이은권 의원이 한국전력과 상수도사업본부 등으로부터 제출받은 자료에 따르면, 해당 기간의 전기료와 수도요금이 모두 기본료만 부과된 것으로 확인됐다고 밝혔다. 이은권 의원은 "이 후보자가 부동산 투기를 위한 위장전입이 아니라고 해명했지만 사람이 살고 있었다는 곳(개포동 아파트)은 전기 사용료가 발생치 않았고, 오히려 사람이 안 살았다는 곳(강서구 아파트)에서 사용료가 발생했다"라고 꼬집었다.

### 위장 전입
청와대는 이효성의 위장전입이 1994년 한 건이라고 밝혔지만, 자유한국당 김정재 원내대변인은 이효성이 총 3차례 위장전입을 했다고 밝혔다. 이효성은 자녀를 원하는 학교에 진학시키기 위해 친척 집에 위장전입을 했는데, 이 주소가 원하는 학군에 포함되지 않자 친척의 지인의 집으로 재차 위장전입을 했고, 자녀가 중학교로 진학한 뒤에는 다시 친척 집으로 주소를 이전했다. 이효성은 2017년 7월 19일 인사청문회에서 위장전입 사실을 인정하면서 "송구하게 생각한다"고 사과했다.

### 자녀 미국 국적
이효성의 36세 딸이 미국 유학 시절인 1981년 태어나 미국 국적을 갖고 있는 것으로 확인됐다. 한국, 미국 복수국적에서 최종 미국 국적을 택한 것이다. 미국 국적을 택했지만 정작 대학은 대한민국의 서울여자대학교를 졸업한 것으로 나타나 미국 국적 취득의 당위성에 대한 설득력이 떨어져 국민정서에 어긋난다는 지적이 제기됐다. 비난 여론이 일자 인사청문회를 앞둔 이효성은 "미국 국적 포기 절차를 진행할 예정"이라고 밝혔다.

## 가족 관계
- 어머니: 천봉순 ( ~ 2022년 6월 14일)
- 배우자: 권성옥
  - 딸 (1981년 ~ )
- 누님동생: 이정임, 이정란, 이정실